# Kreativ förstörelse
Kreativ förstörelse (tyska Schöpferische Zerstörung, engelska creative destruction) är ett begrepp introducerat 1942 av nationalekonomen Joseph Schumpeter för att beskriva den förändringsprocess som åtföljer viktiga teknologiska eller ekonomiska landvinningar. Enligt Schumpeter står entreprenörers innovationer för den långsiktiga ekonomiska utvecklingen i kapitalistiska samhällen, genom att de ersätter befintlig teknik och förstör för redan etablerade företag som byggt sina positioner eller monopol på dessa.